# University of Pittsburgh Women's Volleyball 2022
Questa voce raccoglie le informazioni riguardanti la University of Pittsburgh Women's Volleyball nella stagione 2022.

## Stagione
La University of Pittsburgh partecipa per la decima volta alla Atlantic Coast Conference, vincendo il titolo di conference a pari merito con la Louisville.
Partecipa al torneo NCAA Division I come testa di serie numero 2 della fase regionale di Madison: ospita quindi i primi due turni della fase sub-regionale, nei quali supera la Colgate e la Brigham Young; alle Sweet Sixteen sconfigge la Florida (numero 3 del seeding), mentre alle Elite Eight estromette dalla corsa per il titolo le padrone di casa della Wisconsin, testa di serie numero 1, dopo una battaglia di cinque set. Partecipa alla sua seconda Final-4 consecutiva, uscendo di scena nuovamente alle semifinali, questa volta perdendo al quinto set contro la Louisville.

## Organigramma societario
Area direttiva
- Presidente: Heather Lyke

Area organizzativa
- Direttore delle operazioni: Kamalani Akeo

Area tecnica
- Allenatore: Daniel Fisher
- Assistente allenatore: Kellen Petrone, Lindsey Behonick
- Assistente allenatore volontario: Michael Fisher

## Rosa
| N° | Nome              | Ruolo | Data di nascita  | Nazionalità sportiva | Anno             |
| -- | ----------------- | ----- | ---------------- | -------------------- | ---------------- |
| 1  | Lexis Akeo        | P     | 13 dicembre 2001 | Stati Uniti          | Senior           |
| 2  | Valeria Vázquez   | S     | 28 gennaio 2001  | Porto Rico           | Junior           |
| 3  | Catherine Flood   | S     | 10 aprile 2002   | Stati Uniti          | Junior           |
| 4  | Ashley Browske    | L     | 26 ottobre 2000  | Stati Uniti          | Senior           |
| 5  | Camryn Ennis      | S     | 10 dicembre ?    | Stati Uniti          | Graduate student |
| 6  | Rachel Jepsen     | C     | 20 maggio 2004   | Stati Uniti          | Freshman         |
| 7  | Julianna Dalton   | S     | 27 novembre 2001 | Stati Uniti          | Sophomore        |
| 8  | Courtney Buzzerio | O     | 9 aprile 2000    | Stati Uniti          | Graduate student |
| 10 | Rachel Fairbanks  | P     | 5 luglio 2003    | Stati Uniti          | Sophomore        |
| 11 | Sabrina Starks    | C     | 10 luglio 2000   | Stati Uniti          | Graduate student |
| 12 | Emmy Klika        | L     | 16 marzo 2003    | Stati Uniti          | Sophomore        |
| 16 | Dillyn Griffin    | L     | 18 maggio 2004   | Stati Uniti          | Freshman         |
| 18 | Eliana Posada     | O     | 27 dicembre 2002 | Stati Uniti          | Freshman         |
| 20 | Chiamaka Nwokolo  | C     | 8 novembre 2000  | Stati Uniti          | Senior           |
| 21 | Serena Gray       | C     | 21 gennaio 2000  | Stati Uniti          | Graduate student |

## Mercato
| Acquisti | Acquisti          | Acquisti            | Acquisti   |
| R.       | Nome              | da                  | Modalità   |
| -------- | ----------------- | ------------------- | ---------- |
| S        | Camryn Ennis      | Texas A&M           | definitivo |
| C        | Rachel Jepsen     | Olympus HS          | definitivo |
| S        | Julianna Dalton   | -                   | definitivo |
| O        | Courtney Buzzerio | Iowa                | definitivo |
| L        | Dillyn Griffin    | Santa Margarita CHS | definitivo |

| Cessioni | Cessioni             | Cessioni       | Cessioni   |
| R.       | Nome                 | a              | Modalità   |
| -------- | -------------------- | -------------- | ---------- |
| O        | Chinazaekpere Ndee   | -              | ritirata   |
| P        | Kylee Levers         | -              | ritirata   |
| C        | Anastasia Russ       | Maryland       | definitivo |
| S        | Jordan Lockwood      | Denver         | definitivo |
| S        | Leketor Member-Meneh | Futura Giovani | definitivo |
| C        | Makayla Jackson      | -              | ritirata   |
| S        | Kayla Lund           | Neuchâtel      | definitivo |

## Statistiche

### Statistiche di squadra
| Competizione                              | Punti | In casa | In casa | In casa | In trasferta | In trasferta | In trasferta | Campo neutro | Campo neutro | Campo neutro | Totale | Totale | Totale |
| Competizione                              | Punti | G       | V       | P       | G            | V            | P            | G            | V            | P            | G      | V      | P      |
| ----------------------------------------- | ----- | ------- | ------- | ------- | ------------ | ------------ | ------------ | ------------ | ------------ | ------------ | ------ | ------ | ------ |
| Atlantic Coast Conference NCAA Division I | .886  | 16      | 15      | 1       | 13           | 12           | 1            | 6            | 4            | 2            | 35     | 31     | 4      |
| Totale                                    | .886  | 16      | 15      | 1       | 13           | 12           | 1            | 6            | 4            | 2            | 35     | 31     | 4      |

G = partite giocate; V = partite vinte; P = partite perse

### Statistiche dei giocatori
| Giocatrice   | Atlantic Coast Conference NCAA Division I | Atlantic Coast Conference NCAA Division I | Atlantic Coast Conference NCAA Division I | Atlantic Coast Conference NCAA Division I | Atlantic Coast Conference NCAA Division I | Totale | Totale | Totale | Totale | Totale |
| Giocatrice   | P                                         | PT                                        | AV                                        | MV                                        | BV                                        | P      | PT     | AV     | MV     | BV     |
| ------------ | ----------------------------------------- | ----------------------------------------- | ----------------------------------------- | ----------------------------------------- | ----------------------------------------- | ------ | ------ | ------ | ------ | ------ |
| L. Akeo      | 24                                        | 2                                         | 1                                         | 0                                         | 1                                         | 24     | 2      | 1      | 0      | 1      |
| A. Browske   | 34                                        | 2                                         | 1                                         | 0                                         | 1                                         | 34     | 2      | 1      | 0      | 1      |
| C. Buzzerio  | 35                                        | 538                                       | 461                                       | 43                                        | 34                                        | 35     | 538    | 461    | 43     | 34     |
| J. Dalton    | 32                                        | 280,5                                     | 234                                       | 30,5                                      | 16                                        | 32     | 280,5  | 234    | 30,5   | 16     |
| C. Ennis     | 33                                        | 55                                        | 40                                        | 5                                         | 10                                        | 33     | 55     | 40     | 5      | 10     |
| R. Fairbanks | 35                                        | 209,5                                     | 144                                       | 29,5                                      | 39                                        | 35     | 209,5  | 144    | 29,5   | 39     |
| C. Flood     | 32                                        | 21,5                                      | 5                                         | 0,5                                       | 16                                        | 32     | 21,5   | 5      | 0,5    | 16     |
| S. Gray      | 34                                        | 349,5                                     | 248                                       | 75,5                                      | 26                                        | 34     | 349,5  | 248    | 75,5   | 26     |
| D. Griffin   | 20                                        | 3                                         | 0                                         | 0                                         | 3                                         | 20     | 3      | 0      | 0      | 3      |
| R. Jepsen    | 11                                        | 32,5                                      | 20                                        | 11,5                                      | 1                                         | 11     | 32,5   | 20     | 11,5   | 1      |
| E. Klika     | 32                                        | 4                                         | 1                                         | 0                                         | 3                                         | 32     | 4      | 1      | 0      | 3      |
| C. Nwokolo   | 34                                        | 235,5                                     | 166                                       | 65,5                                      | 4                                         | 34     | 235,5  | 166    | 65,5   | 4      |
| S. Starks    | 30                                        | 108                                       | 84                                        | 24                                        | 0                                         | 30     | 108    | 84     | 24     | 0      |
| V. Vázquez   | 35                                        | 405,5                                     | 359                                       | 22,5                                      | 24                                        | 35     | 405,5  | 359    | 22,5   | 24     |

P = presenze; PT = punti totali; AV = attacchi vincenti; MV = muri vincenti; BV = battute vincenti

NB: I muri singoli valgono una unità di punto, mentre i muri doppi e tripli valgono mezza unità di punto; anche i giocatori nel ruolo di libero sono impegnati al servizio